# Агиос Илияс (Арнеа)
Агиос Илияс или Ай Лия (на гръцки: Κάστρο Προφ. Ηλία Αρναίας, Αϊ-Λιά) е антично и средновековно укрепено селище, разположено край градчето Арнеа (Леригово), Северна Гърция.

## Местоположение
Агиос Илияс е хълм, разположен на 3 km североизточно от Арнеа в южните склонове на планината Пиявица (Стратоники). На върха има параклис „Свети Илия“, споменат в началото на XX век и обновен по-късно. Мястото има естествени укрепления, осигуряващи защита и има питейна вода.

## История
На хълма е открит археологически обект, значително предхристиянско селище, което някои отъждествяват с все още нелокализирания античен град Арнеа, споменат от Тукидид в разказа за кампанията на спартанския цар Бразид. Човешкият живот на Агиос Илияс започва още от около XV век пр. Хр. и продължава с кратки прекъсвания до XIV век след. Хълмът е естествено укрепено място с наличие на питейна вода и в близост до плодородната равнина на Ново село, богати гори и минните райони от Стано до Извор.
Селището достига своя връх през V - IV век пр. Хр. и за втори път през Римския период. Тези периоди трябва да са пряко свързани с бума на минната дейност в района. Римското селище съществува поне до IV от Хр. с възможен период на разрушаването му в средата на VI век след някое варварско нашествие.
По-късно, през средновизантийския период, селището се възражда и тогава е финализирано укреплението, което е запазено и до днес. Времето на създаване на средновизантийското селище не е известно, но вероятно е свързано с възстановяването на минната дейност в Халкидики и повторното активиране на мините в Сидерокапса през IX век.

## Описание
В 2003 година на мястото са извършени разкопки от професор Йоаким Папелос. Укрепеното заграждение е с обща дължина 185 m и обхваща площ от 2200 m2. Зидът е запазен на малка височина, но по целия си периметър. Преди разкопките в 2003 година стената е напълно покрита с пръст, тъй като най-високата й точка е на нивото, където се намира църквата. С разкопките е разкрита на максимална височина от 2 m. Първоначалната височина не надвишава 5 m. Вътре са запазени основите на някои сгради. От южната страна се вижда тесният отвор на портата, който също е напълно засипан и не излиза от най-високото ниво, на което се намира църквата. Дебелината на зида е около 90 cm. На много места е подсилен със свързващ хоросан, който е сравнително нов. Първоначално калта е била използвана като свързващ хоросан, което показва, че това не е особено грижлив градеж. При изграждането на стената са използвани материали от по-ранни строителни фази, дори материали от мините.